# Lasioglossum perscabrum
Lasioglossum perscabrum är en biart som beskrevs av Mcginley 1986. Lasioglossum perscabrum ingår i släktet smalbin, och familjen vägbin. Inga underarter finns listade i Catalogue of Life.